# Формікофілія

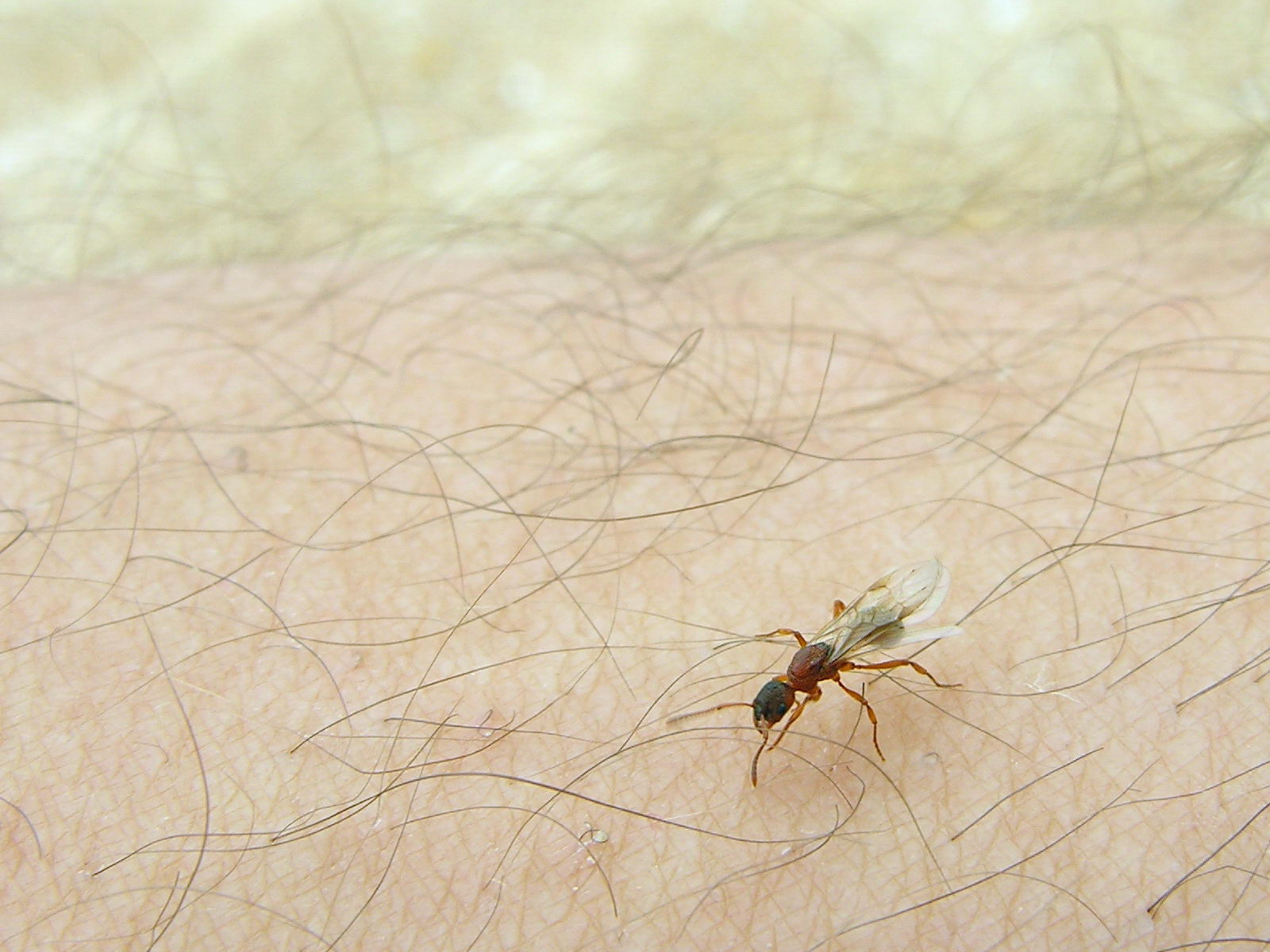
Мураха на людському тілі

Формікофілія — різновид зоофілії; сексуальний потяг до того, щоб по тобі повзали або гризли комахи, наприклад, мурахи, або інші дрібні істоти. Ця парафілія часто пов'язана з прикладанням комах до геніталій, але можуть обиратися й інші ділянки тіла. Бажаним ефектом може бути лоскотання, укуси, а у випадку зі слимаками — відчуття слизькості, або заподіяння психологічного дискомфорту іншій людині. Термін був запропонований Ратніном Девараджею та Джоном Мані у 1986 році від латинського formica (мураха) + грецького philia (любов).

## Тематичні дослідження
У першому випадку пацієнт почав тримати мурах у шафі своєї кімнати як хобі, коли йому було дев'ять років. У цьому віці він насолоджувався «лоскотливим відчуттям», коли мурахи повзали по його ногах і стегнах. У віці десяти років він мав сексуальні стосунки з іншим хлопчиком, і був побитий, коли його батько дізнався про це. У віці 13-14 років він додав до своєї колекції равликів і тарганів, і ставав дедалі більше захопленим цим заняттям. Він почав мастурбувати, коли мурахи повзали по його ногах. У віці 28 років він мастурбував кілька разів на тиждень, поки таргани повзали по його стегнах і яєчках, а равлики повзали по сосках і пенісу. Іноді він притискав жабу до пеніса і насолоджувався її вібраціями, коли вона намагалася втекти. Пацієнт відчував огиду до своєї звички, але не отримував задоволення від звичайної сексуальної активності. Джон Мані припустив, що парафілія розвинулася як альтернативний вихід після того, як його нормальне сексуальне вираження стало асоціюватися з травмою від покарання батька.
Ще один випадок був описаний у 2012 році. У віці 14 років пацієнт побачив паличку від морозива, вкриту мурахами, і замислився, як би він почувався, якби на місці палички був його пеніс. Він почав дозволяти мурахам повзати по своїх геніталіях, особливо вогняним мурахам, що, на його думку, було сексуально збудливим і продовжилося в дорослому віці. Пацієнт був соціально та інтелектуально повноцінним. Його також приваблювали собаки та кози.